# Peine de mort en Chine
La peine de mort est pratiquée en Chine, premier pays au monde en nombre d'exécutions de condamnés à mort.
La peine de mort n'existe pas à Hong Kong et à Macao qui disposent, en tant que régions administratives spéciales, de leur propre système judiciaire fondé sur la common law et le droit portugais.

## Historique
Depuis la création de la république populaire de Chine, les officiers de la sécurité publique effectuent les exécutions. En 1982, une réforme permet uniquement à des policiers armés et formés à procéder aux exécutions.
En février 2011, le comité permanent de l'Assemblée populaire nationale a adopté la suppression de la peine de mort pour 13 crimes non violents (en barré dans la liste).
Lors du troisième plénum du 18e congrès national du Parti communiste chinois il a été annoncé que le nombre de crimes passibles de la peine capitale serait réduit progressivement.

## Crimes capitaux

### Crimes contre l'État et la paix publique
- Crime contre la sécurité nationale, s'il a causé un grave préjudice à l'État et au peuple (art 113) ;
- Destructions ou dégradations volontaires par des moyens dangereux, notamment par l'incendie, l'explosion ou la propagation de poison, ayant entraîné la mort, des blessures ou d'énormes conséquences matérielles (art 115) ;
- Sabotage d'installations de transport, d'énergie ou d'explosifs ayant entraîné de graves conséquences (art 119) ;
- Détournement d'aéronef suivi de mort, de graves blessures ou de graves dommages à l’aéronef (art 121) ;
- Dans les cas les plus graves : fabrication, transport, envoi ou détention illégales d’armes, de munitions, d’explosifs ou de matériel nucléaire (art 125) ;
- Dans les cas les plus graves ou lorsque s’agit de la propriété de l’État : vol ou appropriation illégale d’armes, de munitions ou d’explosifs (art 127) ;
- Vente ou production de faux médicaments ayant entraîné la mort ou un préjudice particulièrement grave pour la santé humaine (art 141) ;
- Vente ou production de produits alimentaires empoisonnées ou de matières premières empoisonnées ayant entraîné la mort ou un préjudice particulièrement grave pour la santé humaine (art 144) ;
- Dans les cas les plus graves : contrebande d’armes, de munitions, d’explosifs, de matériel nucléaire, de métaux précieux, de reliques ou espèces animales (art 151) ;
- Faux-monnayage, dans les cas plus graves (art 170) ;
- Certains types de fraude lorsque le montant est particulièrement énorme (art 199) ;

### Crimes contre les personnes
- Homicide volontaire (art 232) ;
- Violences ayant entraîné la mort ou un handicap rendant totalement invalide (art 234) ;
- Viol d’une femme ou relations sexuelles avec une fille de moins de 14 ans (art 236) :
  - Si les faits sont flagrants ;
  - S'il y a plusieurs victimes ;
  - En public ;
  - À plusieurs ;
  - Ayant entraîné de graves blessures, la mort ou d'autres graves conséquences ;
- Enlèvement ayant entraîné la mort (art 239) ;
- Dans les cas les plus graves, trafic de femmes ou d’enfants (art 240) ;

### Crimes contre les biens
- Racket (art 263) :
  - Avec effraction ;
  - Avec un moyen de transport ;
  - D'une banque ;
  - Habituel ou énorme ;
  - En faux uniforme ;
  - Avec blessure ou mort d'une personne ;
  - Avec une arme à feu ;
  - De matériel militaire ou de secours ;
- Vol d'une banque ou de reliques culturelles, dans les cas les plus graves (art 264) :

### Autres crimes
- Enseigner à quelqu'un comment commettre un crime, dans les cas les plus graves (art 295) ;
- Instigateurs et participants actifs d’une évasion en bande armée ou par émeute (art 317) ;
- Fouilles archéologiques illégales en vue de vendre les reliques ou les fossiles, dans certains cas (art 328) ;
- Trafic de drogue : (art 347)
  - Pas moins de 1 000 grammes d’opium ; pas moins de 50 g d’héroïne ou de méthylamine ou toute autre grande quantité de stupéfiants ;
  - Aux dirigeants ou organisateurs du trafic ;
  - Avec usage d'armes ;
  - À ceux qui résistent violemment aux autorités ;
  - À ceux qui sont internationalement impliqués ;
- Proxénétisme dans les cas les plus graves (art 358) ;
- Détournement d’au moins 100 000 yuans dans les cas les plus graves (art 383) ;

### Crimes militaires
- Sabotage militaire dans les cas les plus graves (art 369) ;
- Dans les cas les plus graves, fournir volontairement du matériel sous-équipé à l’armée (art 370) ;
- Désobéissance par un soldat en temps de guerre durant une bataille ou une campagne qui a causé de lourdes pertes (art 421) ;
- Mise en péril d’une opération militaire par un soldat en cachant des informations, en faisant un faux rapport, en refusant de transmettre un ordre ou en transmettant un faux ordre durant une bataille ou une campagne qui a causé de lourdes pertes (art 422) ;
- Trahison par un soldat (art 423) ;
- Obstruction à l’exercice de l’autorité lorsqu'elle a entraîné la mort, des blessures, ou dans toutes autres graves circonstances (art 426) ;
- Abandon de poste par un pilote (art 430) ;
- Espionnage (art 431) ;
- Relations avec l’ennemi tendant à saper le moral des troupes dans les cas les plus graves (art 433) ;
- Vol de matériel militaire dans les cas les plus graves (art 438) ;
- Vente illégale ou transfert illégal de matériel militaire dans les cas les plus graves (art 439) ;
- Vol ou violences sur les innocents par un militaire en temps de guerre, dans les cas les plus graves (art 446).

## Application réelle
Dans la pratique la grande majorité des exécutions ont lieu pour des crimes suivis de mort ou de trafic de drogue.
Une minorité d'exécutions ont lieu pour des crimes économiques comme la fraude ou la corruption, et pour des crimes contre les personnes comme le viol ou l'enlèvement.
Pour ce qui concerne le crime de meurtre, la pratique veut qu'une personne puisse écoper d'une peine moins sévère lorsqu'elle « a effectué une confession honnête du crime et a dédommagé les victimes à temps ». Outre cela, il est notoire que la peine de mort n'a pas vocation à s'appliquer dans les cas de meurtres « familiaux », par rapport aux meurtres plus graves (sur une motivation gratuite, pécuniaire ou sexuelle par exemple).
Pour ce qui est de la peine de mort dans les cas de trafic de drogue ou de crimes économiques, c'est la quantité de stupéfiants ou le montant de la fraude qui est le facteur prépondérant dans la détermination la sentence. Pour les crimes de viol ou d'enlèvement, la peine de mort est potentiellement applicable lorsque l'accusé à de très nombreuses victimes à son actif,,.
Les exécutions sont considérées comme rares dans la province tibétaine : cela s'inscrit dans une perspective d'adaptation du droit chinois à la culture du Tibet, comme la politique de l'enfant unique qui y est également appliquée avec plus de souplesse.

## Statistiques
Il est difficile de donner un chiffre précis des exécutions en Chine, car aucune statistique n'est publiée par le gouvernement chinois. Les chiffres avancés par les ONG évoquent au moins plusieurs centaines d'exécutions chaque année :
| Année     | Estimation           | Cas concrets identifiés | Source                                                                   |
| --------- | -------------------- | ----------------------- | ------------------------------------------------------------------------ |
| 1996      | 4.367                |                         | Amnesty International                                                    |
| 2005      | Environ 3.400        |                         | Amnesty International                                                    |
| 2005      | Environ 10 000       |                         | Amnesty International citant un membre non-identifié du Congrès chinois, |
| 2006      | Entre 5.000 et 6.000 |                         | Selon Libération citant « les ONG »                                      |
| 2006      | Environ 8.000        |                         | Dui Hua Foundation                                                       |
| 2007      | Entre 5.000 et 6.000 |                         | Dui Hua Foundation                                                       |
| 2007      | Au moins 5000        | 0                       | Hands Off Cain                                                           |
| 2009      | "Plusieurs milliers" | 13                      | Amnesty International                                                    |
| 2011      | Environ 4000         | 15                      | Dui Hua Foundation                                                       |
| 2014-2016 | Environ 900          |                         | Amnesty International                                                    |

Deux faits demeurent cependant certains : la Chine est le pays qui exécute le plus de prisonniers dans le monde et les exécutions ont tendance à diminuer depuis quelques années. Selon Amnesty International, 2/3 des condamnations à mort dans le monde sont exécutées en Chine ; l'ONG annonce au moins 1 010 exécutions pour l'année 2006, 10 000 selon Human Rights Watch. Selon le secrétaire général de l'ONU, la Chine, qui a la plus grande population du monde avec 1,3 milliard de personnes, était au septième rang pour ce qui est du nombre d'exécutions effectuées par rapport à la population globale entre 1994 et 1999, derrière Singapour, l'Arabie saoudite, la Biélorussie, le Sierra Leone, le Kirghizistan et la Jordanie.
Amnesty International ne publie pas d'estimation sur 2009, et ne parvient à identifier que 13 cas concrets d'exécution dans l'année.

## Procédure pénale
Les condamnés à perpétuité chinois peuvent théoriquement obtenir une libération conditionnelle au bout de 10 ans, cependant la loi prévoit que les meurtriers, les récidivistes et les auteurs de crimes violents ne puissent pas être libérés. Dans la pratique ils obtiennent une commutation le plus souvent en moins de 14 ans, la peine de mort jouant déjà le rôle de mise à l'écart définitif de la société. La Chine est le seul pays du monde à disposer de la « peine de mort avec sursis », le condamné est placé en détention et s'il ne commet aucune infraction durant les deux premières années sa peine de mort sera commuée en perpétuité plutôt que mise à exécution.
L'âge minimum pour la peine de mort est de 18 ans. En février 2011, une exemption pour les personnes de plus de 75 ans a également été adoptée, sauf en cas de meurtre « d'une cruauté exceptionnelle ».
Le système judiciaire chinois se compose de quatre niveaux de juridictions. Le deuxième niveau est celui des cours intermédiaires, qui entend les affaires capitales en premier ressort. Le troisième niveau qui est celui des Hautes cours qui entend l'affaire en deuxième ressort. Le quatrième niveau est celui de la Cour populaire suprême chinoise qui examine la condamnation en dernier lieu. À chaque stade de la procédure la décision est prise par un panel de trois juges de la Cour concernée. Tous ses appels sont automatiques indépendamment de la volonté du condamné (article 200 du code de procédure pénale).
La sentence est exécutée une fois que la Cour suprême a confirmé le jugement. Il arrive parfois, selon les infractions, que les affaires capitales soient entendues en premier ressort par un niveau de juridiction plus élevé que celui des cours intermédiaires, parfois même directement par la Cour suprême. Dans ce dernier cas, aucun appel n'est possible.
Comme dans tous les pays de droits de tradition civiliste, les peines peuvent être aggravées en appel. Les condamnés à mort sont également soumis à la perte des droits civiques à vie.

## Déroulement des exécutions
Selon les articles 211 et 212 du code de procédure pénale chinois, les exécutions doivent être annoncées au public, mais doivent désormais avoir lieu en petit comité.
Pourtant, il semblerait que certaines autorités locales ne respectent pas la législation en vigueur. Dans son édition du 19 juillet 2008, le Washington Post a fait état de l'exécution de trois jeunes ouïghours devant des milliers de spectateurs le 9 du même mois à Yengishahar dans le Xinjiang. Ces événements ont fait l'objet d'un rapport de Martin Scheinin, rapporteur spécial sur la promotion et la protection des droits de l'homme et des libertés auprès de l'ONU le 24 février 2009.
L'exécution a lieu sous l'autorité de la cour intermédiaire dont relève le condamné dans un délai de 7 jours suivant la réception de l'ordre du président de la Cour suprême qui annonce la confirmation de la sentence. Avant de « remettre le condamné à l'exécuteur », les autorités doivent s'assurer de son identité et lui demander s'il a « quelques derniers mots à dire ou dernières lettres à poster ». Après coup, un procès-verbal d'exécution doit être envoyé à la Cour suprême et la famille doit être avertie. La facture des « frais d'exécution » (douille le plus souvent), envoyée par courrier, est à la charge de la famille,,.

### Arme à feu
Les témoignages de policiers chinois ayant procédé à des exécutions par arme à feu relatent la procédure suivante : Les condamnés à mort bénéficient de plusieurs faveurs le soir avant leur exécution, et un conseiller passe généralement la nuit avec eux comme soutien psychologique. Les exécutions sont opérées dans des zones isolées, fixes ou variables selon les municipalités. Les condamnés sont généralement emmenés par groupe de 7-8 à ces zones d'exécution. Un policier tire une balle de fusil (balle spécifiquement conçue pour les exécutions) dans la nuque (ou la tête) pendant qu'un autre tient l'exécuté par l'épaule gauche. Il peut arriver que certains policiers novices ne parviennent pas à procéder à l'exécution. Des docteurs sont présents pour porter le coup de grace si nécessaire et constater la mort. Les corps, dont la tête est emballée dans un sac plastique pour contenir le sang, sont placés dans des cercueils et emportés à l'incinérateur. Un policier affirme avoir assisté à une mise à mort ayant requis 5 tirs dans la tête, et 8 tirs pour un autre,

### Injection létale

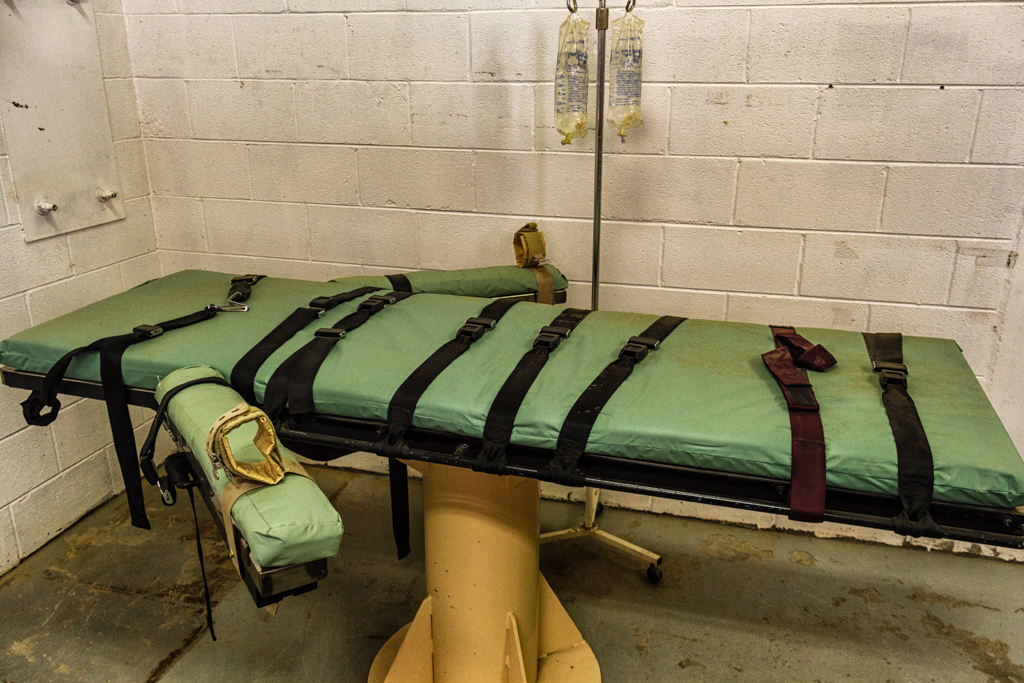
Table d'injection létale (aux États-Unis)

L'injection létale inspirée des États-Unis a été adoptée en 1997, sa mise en place a été inspirée en raison de son caractère moins violent pour les condamnés, sa famille et les personnes qui participent à l'exécution, mais aussi pour éviter la transmission de maladies car l'on estime qu'environ 20 % des condamnés à mort sont porteurs du virus VIH dans certaines provinces. Même si certaines grandes villes comme Pékin disposent de leur propre lieu fixe au sein d'une prison pour procéder aux injections létales, les provinces lointaines où les exécutions ne sont pas fréquentes l'utilisent dans des camions spécialement prévus à cet effet qui se déplacent à travers le pays. Les seringues sont pressées par un policier et la scène peut également être filmée sans que le public ne puisse accéder à la vidéo. On rapporte que dix personnes sont présentes dans le camion et que douze policiers assurent la sécurité à l'extérieur. Seulement quatre personnes sont nécessaires à l'exécution : un procureur et un autre officiel pour la partie juridique, le policier et un médecin légal chargé de planter l'aiguille et de constater le décès. Les six autres personnes assistent à la scène à l'avant du bus au moyen d'un circuit fermé de télévision. Il est difficile de savoir précisément quels sont les produits utilisés dans le cadre de ces exécutions, car les sources se contredisent (il est possible qu'ils aient varié à travers le temps et qu'ils varient selon les régions). Selon les officiels de la Cour suprême, l'injection devrait à terme devenir la seule méthode appliquée en Chine.

## Peine de mort et répression politique
Depuis les manifestations de la place Tian'anmen qui aboutirent à un grand nombre d'exécutions capitales, les autorités de Pékin semblent avoir compris que l'usage de la peine de mort contre les opposants politiques, même violents, est sujet à réprobation sur la scène internationale dans la mesure où les pays occidentaux s'interrogent sur le bien-fondé de la peine capitale même pour les meurtriers. Ainsi, en répression des émeutes de Lhassa de 2008, aucune condamnation à mort n'a été prononcée pour d'autre crime que le meurtre, les condamnations à de longues peines dans les laogais ayant un effet éliminatoire équivalent sans pour autant susciter la même réprobation diplomatique,.
Cependant l'usage de la peine de mort n'est toujours pas réservé aux crimes de droit commun. Le professeur Wo Weihan, accusé d'espionnage au profit de Taïwan, a ainsi été exécuté en novembre 2008. Cette exécution fut certes contestée sur le plan international, y compris par les États-Unis, mais le scandale fut évidemment moins terrible que celui provoqué par l'exécution d'un simple opposant, dans la mesure où l'espionnage est très sévèrement puni par la loi, même dans les pays occidentaux (voir l'Affaire Rosenberg).

## Réformes
Conscient des problèmes que pose l'application de la peine de mort vis-à-vis de la communauté internationale, le gouvernement chinois a déclaré sa volonté de réformer certains aspects de l'application de la peine capitale. Cependant, ces réformes ne remettent pas en cause la peine de mort en Chine.
Une des réformes consiste à centraliser les jugements en appel de condamnation à mort. Jusqu'alors, c'étaient les Hautes cours qui jugeaient en dernière instance les condamnations à la peine capitale dans la majorité des cas. Ces juridictions sont justement très influencées par la politique locale et les jugements rendus sont donc considérés comme moins objectifs et les juges plus enclins à prononcer des peines sévères. Depuis 2007, les jugements en appel automatique sont soumis à un double examen, le premier devant la Haute cour correspondante et le second à la Cour suprême nationale, le gouvernement chinois considère que les examens des affaires seront plus objectifs, car déconnectés du contexte local.
« La mesure répond à une volonté de centralisation, voire de reprise en main constatée sur d'autres fronts, comme l'application des directives économiques de Pékin ou la lutte contre la corruption engagée par l'équipe du président Hu Jintao » et « le parti de Hu Jintao ne manifeste lui-même aucune répugnance nouvelle devant l'application à grande échelle de la peine de mort »
On estime que les tribunaux prononcent depuis 30 % moins de condamnations à mort, passant de 10 000 à 4 000 exécutions. L'adaptation des juridictions inférieures au nouveau contrôle judiciaire s'est vite ressenti, le taux d'annulation des condamnations à mort par la Cour suprême passant de 15 % en 2007 à 10 % en 2010 et 7 % en 2011.
En 2007, une réforme supplémentaire a été mis en œuvre: désormais la Cour suprême interrogera les condamnés en audience et pourra directement réduire leur peine sans renvoyer l'affaire à une juridiction inférieure. Cette approche a réduit de 15% la poursuite de condamnations à mort dans sa première année d'application. En 2012, la haute cour chinoise assure que ce procédé permet de réduire les peines capitales année après année depuis sa mise en place.
Mais la peine de mort continue à être appliquée pour des crimes non violents tels que le trafic de drogue. En divisant par le nombre d'habitants, la Chine exécute 20 à 30 fois plus que les États-Unis.

## Prélèvements d'organes
Depuis plusieurs années des dissidents chinois dénonçaient les prélèvements d'organes sur les condamnés à morts exécutés. Le gouvernement chinois a confirmé officiellement cette pratique, par la voix du vice-ministre de la santé, Huang Jiufe, lors d'une conférence internationale à Manille en novembre 2006. Ces prélèvements représentent la majorité des organes greffés prélevés, les autres provenant de trafics divers.
Le 4 avril 2007, le gouvernement chinois a promulgué une loi interdisant explicitement cette pratique lorsque le condamné n'a pas accordé son consentement préalable.
Le 26 août 2009, le ministère chinois de la Santé et la Croix-Rouge chinoise ont lancé une campagne publique pour encourager le don d'organe, et le vice-ministre de la Santé Huang Jiufe a déclaré à cette occasion que les condamnés à mort, sources principales d’organes en Chine, ne sont « sans aucun doute pas une source correcte pour les transplantations d'organes ».

## Condamnés étrangers
En 1951, le pilote italien Antonio Riva fut exécuté pour l'organisation d'un complot contre le gouvernement de Mao Zedong.
Le 29 décembre 2009, la Chine a exécuté le ressortissant britannique Akmal Shaikh, né au Pakistan, condamné à mort pour trafic de drogue. Le Premier ministre du Royaume-Uni Gordon Brown a condamné l'exécution en indiquant qu'aucune évaluation de la santé mentale du condamné n'a été menée.
En avril 2010 le Japon n'a émis que de timides protestations à la suite de l'exécution de quatre de ses ressortissants par la Chine pour trafic de drogue. Cela s'explique par la volonté de ne pas créer de tensions avec la Chine, mais aussi peut-être de ne pas attiser le débat sur la peine de mort, qui existe toujours au Japon pour meurtre.
Début 2025, plusieurs (quatre personnes selon Mélanie Joly, ministre canadienne des affaires étrangères) citoyens canadiens (possédant la double nationalité, non reconnue par la Chine) ont été exécutés, pour des faits liés au trafic de drogue selon la Chine, dans un contexte de tensions entre la Chine et le Canada,.